# Schlegeliaceae
Schlegeliaceae es una familia de plantas fanerógamas con 4 géneros dentro del orden Lamiales. Se encuentra en América tropical.

## Géneros
- Exarata Gentry
- Gibsoniothamnus L.O.Williams
- Schlegelia Miq.
- Synapsis Griseb.